# Apoheterolocha monbeigi
Apoheterolocha monbeigi är en fjärilsart som beskrevs av Charles Oberthür 1923. Apoheterolocha monbeigi ingår i släktet Apoheterolocha och familjen mätare. Inga underarter finns listade i Catalogue of Life.